# Július 23.
Július 23. az év 204. (szökőévben 205.) napja a Gergely-naptár szerint. Az évből még 161 nap van hátra.
Névnapok: Lenke + Apollinár, Apollinária, Birgit, Brigitta, Laborc, Libor, Polina, Polla, Rázsoly, Rázsony, Romola, Ronalda

## Események
- 1290 – Trónra lép III. András magyar király, az utolsó Árpád-házi uralkodó.
- 1552 – A szentandrási csatában megsemmisül a Temesvárt megsegíteni szándékozó szegedi hajdúsereg.
- 1711 – A pruti egyezmény lezárja az 1710–11-es orosz–török háborút.[1]
- 1914 – Az Osztrák–Magyar Monarchia ultimátumot intéz Szerbiához (ennek visszautasítása nyomán, július 28-án a Monarchia hadat üzen, megkezdődik az I. világháború).
- 1977 – Szomáli csapatok megtámadják az etiópiai Ogadent.
- 2004 – 6 állam képviselőjének jelenlétében átadják Mostarban az újjáépített Öreg hidat.

## Születések
- 1503 – Jagelló Anna magyar királyné, Habsburg (I.) Ferdinánd felesége, valamint II. Ulászló magyar király és Candale-i Anna lánya († 1547)
- 1824 – Kuno Fischer német filozófus, egyetemi tanár († 1907)
- 1849 – Zicsi és vásonkői gróf Zichy Géza magyar író, drámaíró, zeneszerző, félkarú  zongoraművész, belső titkos tanácsos, császári és királyi kamarás, főrendiházi tag († 1924)
- 1863 – Bródy Sándor magyar író, újságíró († 1924)
- 1870 – Cholnoky Jenő magyar földrajztudós, szakíró, tanár († 1950)
- 1892 – Hailé Szelasszié (er. Ras Tafari Makonnen), a Négus, Etiópia császára († 1975)
- 1904 – Palló Imre magyar tanár, újságíró, országgyűlési képviselő († 1981)
- 1905 – Mihail Lifsic szovjet marxista filozófus, esztéta, művészetkritikus († 1983)
- 1906 – Vladimir Prelog, bosznia-hercegovinai horvát vegyész, az 1975-ös kémiai Nobel-díj elnyerője († 1998)
- 1909 – Szüdi György József Attila-díjas magyar költő († 1964)
- 1922 – Damiano Damiani, olasz filmrendező, forgatókönyvíró († 2013)
- 1926 – Tálas Ernő magyar operaénekes († 2018)
- 1927 – Balla László, kárpátaljai magyar költő, író, műfordító és újságíró († 2010)
- 1932 – Tony Dean brit autóversenyző († 2008)
- 1933 – Vass Éva kétszeres Jászai Mari-díjas magyar színésznő, érdemes és kiváló művész († 2019)
- 1935 – John Cordts kanadai autóversenyző
- 1938 – Götz George német filmszínész, „Schimanski felügyelő” († 2016)
- 1939 – Dr. Veér András pszichiáter orvos, az Országos Pszichiátriai és Neurológiai Intézet főigazgatója († 2006)
- 1941 – Gömbös Ervin informatikus, főiskolai tanár. A Nemzetközi Üzleti Főiskola (IBS) egyik alapítója.
- 1942 – Jean-Claude Rudaz, svájci autóversenyző
- 1942 – Szőke István Jászai Mari-díjas magyar színész és rendező († 2016)
- 1944 – Maria João Pires portugál zongoraművésznő
- 1945 – Molnár Endre olimpiai bajnok magyar vízilabdázó
- 1947 – Torsten Palm svéd autóversenyző
- 1948 – Marsek Gabi magyar színésznő
- 1948 – Marsek Ottília magyar színésznő († 1992)
- 1949 – Margócsy István Széchenyi-díjas magyar irodalomtörténész, kritikus, egyetemi tanár, szerkesztő
- 1950 – Falus Ferenc magyar orvos, tüdőgyógyász, egészségügyi menedzser, országos tisztifőorvos (2007-2010), kórházigazgató († 2022)
- 1953 – Ruzsa Z. Imre magyar matematikus
- 1957 – Kuna Károly Jászai Mari- és Aase-díjas magyar színész
- 1961 – Woody Harrelson Emmy-díjas amerikai színész
- 1961 – Martin Gore brit popzenész, a Depeche Mode együttes zenei agya
- 1964 – Böszörményi Gyula József Attila-díjas magyar író († 2022)
- 1965 – Slash (er. Saul Hudson), angol rockzenész, a Guns N’ Roses együttes gitárosa
- 1968 – Nyári Oszkár magyar színész, rendező
- 1968 – Shawn Levy amerikai rendező, színész
- 1969 – Szélesi Sándor magyar író, forgatókönyvíró
- 1972 – Anja Harteros német opera-énekesnő (szoprán)
- 1976 – Polgár Judit magyar sakkozó
- 1979 – Balzsay Károly magyar profi világbajnok ökölvívó
- 1980 – Horváth-Lugossy Gábor a Magyarságkutató Intézet első főigazgatója
- 1981 – Jarkko Nieminen finn teniszező
- 1982 – Paul Wesley amerikai színész
- 1983 – Aaron Peirsol amerikai úszó
- 1986 – Jakab János, magyar asztaliteniszező
- 1986 – Szabó Viktor labdarúgó, csatár
- 1989 – Daniel Radcliffe brit színész
- 1991 – Beton.Hofi magyar rapper, dalszerző
- 1996 – Rachel G. Fox amerikai színésznő

## Halálozások
- 1757 – Domenico Scarlatti olasz barokk zeneszerző, Alessandro Scarlatti, a híres nápolyi operaszerző fia (* 1685)
- 1875 – Isaac Merritt Singer amerikai feltaláló, a varrógép elterjesztője (* 1811)
- 1876 – Fényes Elek statisztikai és földrajzi író, a Magyar Tudományos Akadémia tagja (* 1807)
- 1885 – Ulysses S. Grant tábornok, az Amerikai Egyesült Államok 18. elnöke, hivatalban 1869–1877-ig (* 1822)
- 1948 – D. W. Griffith amerikai filmproducer, filmrendező (* 1875)
- 1951 – Henri Philippe Pétain francia marsall, miniszterelnök, köztársasági elnök (* 1856)
- 1957 – Giuseppe Tomasi di Lampedusa olasz író, „A párduc” szerzője (* 1896)
- 1983 – Georges Auric francia zeneszerző, zongoraművész, a francia hatok csoport tagja (* 1899)
- 1985 – Petri Gábor orvos, sebész, az MTA tagja (* 1914)
- 1986 – Kazimierz Sikorski lengyel zeneszerző, zenetudós és zenepedagógus (* 1895)
- 1997 – David Warbeck új-zélandi születésű olasz majd brit színész (* 1941)
- 1998 – Gertler Endre magyar hegedűművész, tanár (* 1907)
- 2003 – Cserháti Zsuzsa EMeRTon-díjas magyar énekesnő (* 1948)
- 2007 – Tábori György magyar író, műfordító és színrendező volt, a 20. századi világszínház meghatározó alakja (* 1914)
- 2011 – Amy Winehouse hatszoros Grammy díjas angol énekesnő, dalszövegíró és zenész. (* 1983)
- 2013 – Molnár Károly Széchenyi-díjas magyar gépészmérnök, egyetemi tanár, rektor, 2008 és 2009 között tárca nélküli miniszter (* 1944)
- 2014 – Borbándi Gyula Széchenyi-díjas magyar író, történész (* 1919)
- 2015 – Karátson Gábor Kossuth-díjas magyar író, műfordító, festő, filozófus (* 1935)
- 2017 – Szendi József magyar katolikus főpap, 1983 és 1993 között veszprémi püspök, majd 1997-ig érsek (* 1921)
- 2022 – Ribarics Tamás magyar zenész, a Tales of Evening gitárosa (* 1976)
- 2023 – Pap Éva Jászai Mari-díjas magyar színésznő (* 1939)
- 2025 – Kiss Gy. Csaba Széchenyi-díjas magyar irodalomtörténész, művelődéstörténész, egyetemi tanár (* 1945)

## Nemzeti ünnepek, emléknapok, világnapok
- Egyiptom: a forradalom napja, 1952
- Abházia: a függetlenség napja és a zászló napja 1992